# Chang'an (köping i Kina, Yunnan)
Chang'an (kinesiska: 长安镇) är en köping i Kina. Den ligger i provinsen Yunnan, i den sydvästra delen av landet, omkring 380 kilometer nordost om provinshuvudstaden Kunming. Antalet invånare är 27 406. Befolkningen består av 13 274 kvinnor och 14 132 män. Barn under 15 år utgör 24,0 %, vuxna 15-64 år 66 %, och äldre över 65 år 8,0 %.
Genomsnittlig årsnederbörd är 1 132 millimeter. Den regnigaste månaden är juli, med i genomsnitt 239 mm nederbörd, och den torraste är december, med 14 mm nederbörd.